# سعيد بن عمرو البرذعي
أبو عثمان سعيد بن عمرو بن عمار الأزدي البرذعي، حافظ و ومن رواة الحديث عند أهل السنة والجماعة، روى له مسلم بن الحجاج في صحيحه، صنف كتاب الضعفاء والكذابون والمتركون من أصحاب الحديث عن أبي زرعة وأبي حاتم الرازيين، ويوجد في معهد المخطوطات بالقاهرة برقم 719 فهرس قسم التاريخ. توفي عام 292 هـ.

## روايته للحديث
- روى عن: أبا كريب، وعبدة الصفار، وعمرو بن علي الفلاس، ومحمد بن المثنى بن دينار العنزي، وبندارا، وأبا سعيد الأشج، ومحمد بن يحيى الذهلي، وأحمد بن عبد الرحمن بن وهب، وأبا إسحاق الجوزجاني، وأحمد بن الفرات، وأبا زرعة الرازي ولازمه وفقه به وبمسلم بن الحجاج، وابن وارة.
- روى عنه: حفص بن عمر الأردبيلي وأحمد بن طاهر الميانجي، والحسن بن علي بن عياش، وإبراهيم بن أحمد الميمذي وآخرون.[3]